# Xevat
Xevat és un mes del calendari hebreu que equival a gener o a febrer. El seu nom ve de l'accadi i vol dir "la pluja que cau", per ser l'època on els rius van més plens.

## Celebracions
- Tu bi-Xevat
- Es recorda el discurs de Moisès on explica la Torà per primer cop